# 那須恵理子
那須 恵理子（なす えりこ、1951年〈昭和26年〉4月23日 - ）は、日本のフリーアナウンサー、ラジオパーソナリティ。ニッポン放送の元アナウンサーである。

## 来歴・人物
東京都出身。東京都立新宿高等学校、上智大学文学部国文学科卒業。
1974年アナウンサーとしてニッポン放送へ入社、制作部アナウンサールーム長、編成部副部長を歴任し、2011年4月に定年を迎えるもアナウンサールーム在籍の嘱託社員として勤務した。
月曜日早朝の放送開始時のコールサインと緊急警報放送試験信号のアナウンス、一定時間ごとに放送されるID、地震パーソナリティーなどを担当した。タレントの清水ミチコがこれらの形態模写をレパートリーとしている。
2009年3月30日から平日午前のワイド番組『垣花正 あなたとハッピー!』を担当し、同枠の番組は『玉置宏の笑顔でこんにちは』以降『邦ちゃんサクちゃんのワンダフルりくえすと ヤマダ・マイ・ハウス』『うえやなぎまさひこのサプライズ!』を除く全ての番組でレギュラーアシスタントを務めた。
2016年4月30日に常勤嘱託期間を満了したが、番組出演や「ニッポン放送女性アナウンサーカレンダー」のモデルなど継続しており、実質の専任状態。

## 出演番組

### 現在
- 垣花正 あなたとハッピー!（2009年3月30日 - 、パートナー）
- テレフォン人生相談（ナレーション）
- 三宅裕司のサンデーヒットパラダイス（コーナーナレーション）
- お勤め先安否情報・学校安否情報（毎年9月1日（訓練放送）・災害発生時）
- 番組審議会便り（不定期）

### 過去
- なすえりこのオールナイトニッポン（2部）
- 新日鉄コンサート（ナレーション、全国ネット）
- 健康ワンポイント（全国ネット）
- 山谷親平のお早うニッポン（アシスタント）
- 山田邦子ワンダフルモーニング（火・木）
- 那須恵理子のブロードバンド!ニッポン(パーソナリティ　LFX mudigi放送)
- あなたのジュークボックス（パーソナリティ　LFX mudigiで放送）
- ラジオ・ケアノート （インタビュアー（2005年4月4日 - 8月5日）　ニッポン放送・TBCラジオで放送）
- 加トちゃんのラジオでチャッ!チャッ!チャッ!→加トちゃんの黄金伝説'98→加トちゃんのスーパー黄金伝説（アシスタント）
- 竹村健一のずばりジャーナル（1976年4月 - 1992年3月）
- ミュージック・イン・ハイフォニック（2000年4月3日 - 12月29日）
- 玉置宏の笑顔でこんにちは（アシスタント）
- サンデーマイクジャーナル（パーソナリティー）
- いでみつ元の土曜日一番のり!（アシスタント）
- 「朝はニッポン一番ノリ!」シリーズ
  - 森永卓郎 朝はニッポン一番ノリ!（アシスタント）
  - 森永卓郎と垣花正の朝はニッポン一番ノリ!（アシスタント）
- なるほど!ニュースネットワーク（NRN・お早うネットワーク枠）
- 那須恵理子のウィークエンド歌謡スペシャル（1993年4月10日 - 1996年3月）
- ポカリスエットプレゼンツ・ナインティナインのオールナイトニッポン・鉄板トークリクエスト（提クレ読み、お題読み）
- 上柳昌彦のお早うGoodDay!（2007年10月1日 - 2009年3月26日、火・木曜日に後輩アナウンサー上柳昌彦のアシスタントを担当）
- 小倉淳の早起きGoodDay!（2007年10月1日 - 2009年3月26日、火・木曜日に5:50頃の「早起きリビング」のみ出演）
- SUZUKIハッピーモーニング・いってらっしゃい/十朱幸代（1981年 - 1996年）版と鈴木杏樹（2004年 - 2020年）版の2本

（スポンサー紹介のみ、十朱幸代版1981年収録:1981年4月 - 1985年4月5日・鈴木杏樹版2005年再収録:2005年8月1日 - 2020年）
- ヤンキー先生!義家弘介の夢は逃げていかない（スポンサー提供のナレーション）
- 笑福亭鶴瓶 日曜日のそれ（ニュース担当）
- 幕末三姉妹（本寿院役）
- ジェロのいい歌山もり
- 中居正広のSome girl' SMAP（ゲスト：2006年8月26日放送分）
- EXILE NESMITHのオールナイトニッポン（ナレーション）
- マイ プレイリスト Love for Japan 〜kizashi〜（金曜日→日曜日ナビゲーター）
- 私の正論（2010年4月 - 2022年3月）
- 伊集院光のタネ（2024年4月18日・19日、パートナー）

## CM
- 浅草うまいもの会（テリーとたい平 のってけラジオ内）
- 明星食品
- 美ヶ原高原美術館（2007年）
- てのべそうめん・揖保乃糸（2007年）
- 元旦ビューティ工業（2007年）
- 三笠製薬
- 成田山新勝寺
- 佐倉クレーン学校
- 京葉瓦斯
- ITJ法律事務所
- 鶴岡八幡宮
- 正栄食品工業
- サニーライフ
- 天狗製菓
- 鈴木水産
- リオン
- ミネルヴァ法律特許事務所
- 日本音楽著作権協会
- 学習研究社
- 三菱電機
- 古美術永澤（テレビCM）

など